# Чемпіонат Польщі з хокею 1929
Чемпіонат Польщі з хокею 1929 — 3-ий чемпіонат Польщі з хокею, матчі фінальної частини проходили у місті Криниця, чемпіоном став клуб АЗС Варшава (3-ий титул).

## Підсумкова таблиця
| М  | Команда          | І | Ш    | О  |
| -- | ---------------- | - | ---- | -- |
| 1. | АЗС Варшава      | 5 | 42:0 | 10 |
| 2. | Погонь (Львів)   | 5 | 17:3 | 7  |
| 3. | «Легія» Варшава  | 5 | 18:9 | 6  |
| 4. | ТКС Торунь       | 5 | 2:10 | 4  |
| 5. | АЗС Вільнюс      | 5 | 4:26 | 2  |
| 6. | «Вісла» (Краків) | 5 | 2:37 | 1  |